# Kavani (Comores)
Pour les articles homonymes, voir Kavani.
 Kavani est un Arrondissement de
Sima, Intercommunalité et Communauté d'Agglomération de Sima, c'est la première des villes de banlieue de son agglomération. Sa population s'élève à 5 160 habitants.
Ses mêmes habitants sont appelés les Kavaniens et Kavaniènnes. Elle est traversée par la route nationale de Sima à Bimbini, et de Milembéni.
Enseignement
Kavani abrite dans le quartier Oufour vers Bimbini le Lycée Général de Sima et vers Milembéni son école primaire, 
Le Collège de l'éducation nationale de Sima se trouvent à environ 1 Km.
Économie
La ville abrite également le Sanduk Kavani - Milembéni une caisse financière d'épargne et crédit, à pour objectif le développement du secteur de la microfinance en milieu rural.

## Géographie
La commune est très boisée naturellement. On y trouve presque toutes les différentes végétations et plantations d'origine tropicale, des arbres sur les zones non habitées, mêlées à des champs cultivés, l'arbre des fruits à pins, des bananiers, des girofliers et des cocotiers, dans les zones de brandes sur les hauteurs du nord au sud en passant par l'ouest.
Le bois de Kavani (Hamla Djimoi) se trouve, entre Milembeni et le vieux Kavani. Le sol riche n'a jamais manqué de grandes cultures.
Comme dans les trois quarts sud et ouest de l'île, le climat est tropical, et semblable de peu à celui de Boungoueni où est située la station météorologique de la région.